# 라이판
라이판(광둥어·중국어 정체: 瀨粉, 월병: laai6 fan2, 중국어 간체자: 濑粉, 병음: làifěn 라이펀[*], 한자음: 뇌분)은 중국의 쌀국수이다. 광둥성 중산에서 처음 만들어졌으며, 홍콩과 마카오를 비롯한 주강 삼각주 지방 및 세계의 차이나타운에서 흔히 볼 수 있다. 쌀가루에 카사바녹말을 섞어 만들며, 길이가 짧은 것과 긴 것으로 나뉜다.

## 비슷한 음식
비슷한 국수로 하카인의 미치묵(mí-chhî-muk/米篩目)이 있다. 두 국수를 구분할 때는 국수가락의 끝을 살피면 되는데, 미치묵은 끝이 가늘어지는 반면에 라이판의 끝은 싹둑 끊어놓은 모양이다.
베트남의 바인 까인(bánh canh)도 라이판과 유사하다.

## 사진

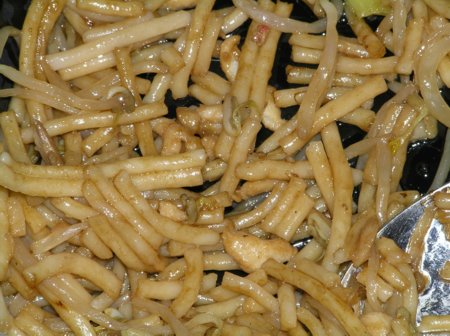
라이판 볶음국수

## 같이 보기
- 마이신
- 마이판
- 호판